# مهدي شهر
 مهدي شهر (بالفارسية: مهدی‌شهر)، بالحروف اللاتينية Mehdīshahr.  (بالفارسية:  سَنگِ سَر)   هي مدينة وعاصمة مقاطعة مهدي شهر، محافظة سمنان، إيران. في تعداد عام 2006، كان عدد سكانها 2081 نسمة. 
تقع مهدي شهر على السفوح الجنوبية لجبال ألبرز. وهي سلسلة جبال قريبة جداً من صحراء كوير.

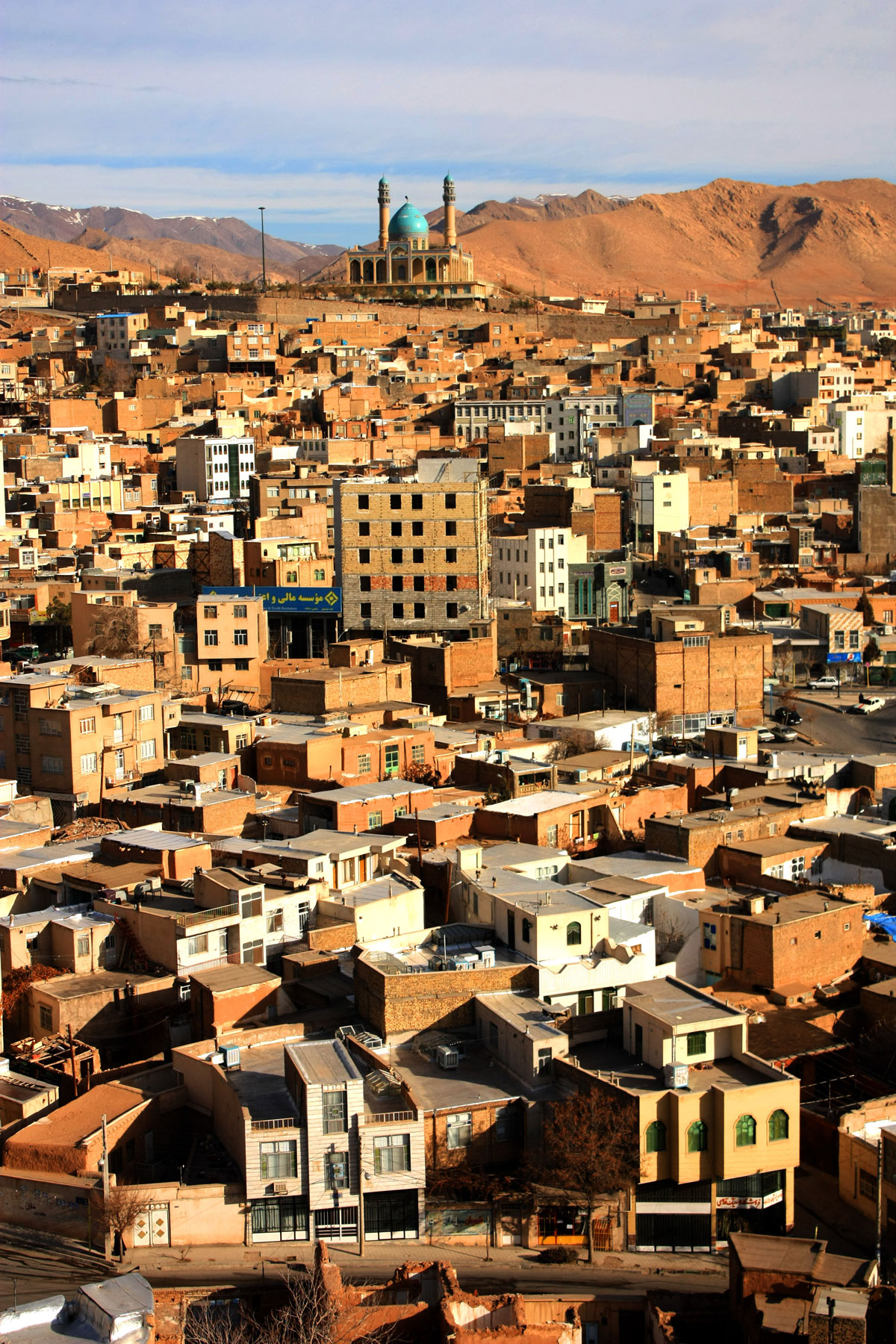
منظر للبلدة القديمة مع مسجد في الخلفية